# مالویتسه
مالویتسه (به لاتین: Malewice) یک روستا در لهستان است که در گمینا جادکوویتسه واقع شده‌است.